# Seznam vítězek a vítězů Elite Model Look
Seznam vítězek a vítězů Elite Model Look uvádí přehled osob, které vyhrály největší modelingovou soutěž na světě – Elite Model Look, konanou modelingovou agenturou Elite Model Management od roku 1983..

## Přehled vítězek

### Světové finále
| Rok  | Ročník | Vítězka               | Vítězka    | 2. místo                        | 2. místo       | 3. místo                                           | 3. místo                   | Datum konání       | Místo konání |
| ---- | ------ | --------------------- | ---------- | ------------------------------- | -------------- | -------------------------------------------------- | -------------------------- | ------------------ | ------------ |
| 1991 | 8.     | Ingrid Seynhaeve      | Belgie     |                                 |                |                                                    |                            | 4.9.1991           | New York     |
| 1992 | 9.     | Mariann Molski        | USA        |                                 |                |                                                    |                            | 15.9.1992          | New York     |
| 1993 | 10.    | Heidi Albertsen       | Dánsko     |                                 |                |                                                    |                            | 11.9.1993          | Miami        |
| 1994 | 11.    | Natalia Semanova      | Rusko      | Barbara Johnson                 | USA            | Martina Týčová                                     | Česko                      | 4.9.1994           | Ibiza        |
| 1995 | 12.    | Sandra Wagner         | Švýcarsko  |                                 |                |                                                    |                            | 27.8.1995          | Soul         |
| 1996 | 13.    | Diana Kovalchuk       | Ukrajina   |                                 |                |                                                    |                            | 17.9.1996          | Nice         |
| 1997 | 14.    | Yfke Sturm            | Nizozemsko | Viera Schottertová              | Slovensko      |                                                    |                            | 16.9.1997          | Nice         |
| 1998 | 15.    | Alina Puscau          | Rumunsko   | Mia Rosing                      | Dánsko         | Linda Nývltová, Alžběta Syrovátková, Tatiana Rossi | Slovensko, Česko, Brazílie | 17. září 1998      | Nice         |
| 1999 | 16.    | Vika Sementsova       | Ukrajina   | Raica Oliveira                  | Brazílie       | Alexandra Vukovic                                  | Jugoslávie                 | 11. září 1999      | Nice         |
| 2000 | 17.    | Linda Vojtová         | Česko      | Alena Martanovičová             | Slovensko      |                                                    |                            | 9. září 2000       | Ženeva       |
| 2001 | 18.    | Rianne ten Hakenová   | Nizozemsko | Renata Ruiz                     | Čile           |                                                    |                            | 8. září 2001       | Nice         |
| 2002 | 19.    | Ana Mihajlovic        | Srbsko     |                                 |                |                                                    |                            | 7. září 2002       | Tunis        |
| 2003 | 20.    | Denisa Dvončová       | Slovensko  |                                 |                |                                                    |                            | 8. listopad 2003   | Singapur     |
| 2004 | 21.    | Sofie Oosterwaal      | Nizozemsko | Dana Marcolina                  | USA            | Maj Bjerre                                         | Dánsko                     | 2. prosinec 2004   | Šanghaj      |
| 2005 | 22.    | Charlotte di Calypso  | Francie    | Alexandra Gachulincová          | Slovensko      | Johanna Jansson                                    | Švédsko                    | 5. listopad 2005   | Šanghaj      |
| 2006 | 23.    | Denisa Dvořáková      | Česko      | Terese Teglgaard                | Dánsko         | Malin Ljungberg                                    | Švédsko                    | 20. únor 2007      | Marrákeš     |
| 2007 | 24.    | Jennifer Messelierová | Francie    | Ymre Stiekemaová                | Nizozemsko     | Hana Jiříčková                                     | Česko                      | 21. duben 2008     | Praha        |
| 2008 | 25.    | Louise Maselis        | Belgie     | Josefina Cisternas              | Čile           | Tilda Persson Sun Fei Fei                          | Švédsko Čína               | 1. listopad 2008   | San-ja       |
| 2009 | 26.    | Julia Sanerová        | Švýcarsko  | Caterina Ravaglia               | Itálie         | Emily Smith                                        | neznámá vlajka             | 18. říjen 2009     | San-ja       |
| 2010 | 27.    | Karolina Tolkachová   | Ukrajina   | Erjona Ala                      | Norsko         | Karin Savková                                      | Slovensko                  | 10. říjen 2010     | Šanghaj      |
| 2011 | 28.    | Julia Schneider       | Švédsko    | Lenka Hanáková                  | Česko          | Lieve Danau                                        | Čile                       | 6. prosinec 2011   | Šanghaj      |
| 2012 | 29.    | Marilhea Peillard     | Francie    | Trinidad de la Noi Lorena Sandu | Čile Rumunsko  | Manuela Frey                                       | Švýcarsko                  | 1. prosinec 2012   | Šanghaj      |
| 2013 | 30.    | Eva Klímková          | Česko      | Alexandra                       | Monako         | Amilna Dalma                                       | Angola Maďarsko            | 27. listopadu 2013 | Šen-čen      |
| 2014 | 31.    | Barbora Podzimková    | Česko      | ?                               | neznámá vlajka | ?                                                  | neznámá vlajka             | 2. prosince 2014   | Šen-čen      |
| 2015 | 32.    | Anouk Thijssenová     | Nizozemsko | Lea Novosedliaková              | Slovensko      | ?                                                  | neznámá vlajka             | listopad 2015      | Milán        |
| 2016 | 33.    | Jana Tvrdíková        | Česko      |                                 |                |                                                    |                            | prosinec 2016      | Lisabon      |

### Vítězství podle zemí
| Země       | Počet titulů | Roky vítězství                     |
| ---------- | ------------ | ---------------------------------- |
| Nizozemsko | 6            | 1985, 1990, 1997, 2001, 2004, 2015 |
| Česko      | 6            | 2000, 2006, 2013, 2014, 2016, 2021 |
| USA        | 4            | 1983, 1987, 1988, 1992             |
| Ukrajina   | 3            | 1996, 1999, 2010                   |
| Francie    | 3            | 2005, 2007, 2012                   |
| Švédsko    | 2            | 1986, 2011                         |
| Belgie     | 2            | 1991, 2008                         |
| Švýcarsko  | 2            | 1995, 2009                         |
| Španělsko  | 1            | 1989                               |
| Dánsko     | 1            | 1993                               |
| Rusko      | 1            | 1994                               |
| Srbsko     | 1            | 2002                               |
| Slovensko  | 1            | 2003                               |

### Československé, české a slovenské národní finále
| rok  | ročník | Česko                                                     | Slovensko                                                           | Ambasadorka                                 | Datum konání      | Místo konání                  |
| ---- | ------ | --------------------------------------------------------- | ------------------------------------------------------------------- | ------------------------------------------- | ----------------- | ----------------------------- |
| 1991 | 0.     | -                                                         | Martina Hlavatá                                                     |                                             | 30.7.1991         |                               |
| 1992 | 1.     | Martina Šmuková                                           | -                                                                   |                                             | 13.6.1992         |                               |
| 1993 | 2.     |                                                           | Ivona Hlavatá, Alexandra Drucková                                   |                                             | SR: 19.6.1993     | SR: bratislavská Reduta       |
| 1994 | 3.     | Martina Týčová                                            | Helena Komanderová                                                  | Linda Evangelista                           | SR: 11.6.1994     | SR: bratislavská Reduta       |
| 1995 | 4.     | Monika Doubravová                                         | Stanislava Ďuranová                                                 |                                             | SR: 10.6.1995     | SR: bratislavská Reduta       |
| 1996 | 5.     | Petra Němcová                                             | Mariana Gavaľová                                                    | SR: Tereza Maxová                           | SR: 8.6.1996      | SR: Casino Reduta, Bratislava |
| 1997 | 6.     | Barbara Temová                                            | Viera Schottertová                                                  | SR: Linda Evangelista                       | SR: 13.6.1997     | SR: Istropolis, Bratislava    |
| 1998 | 7.     | Alžběta Syrovátková                                       | Linda Nývltová                                                      | SR: Nadja Auermann                          |                   |                               |
| 1999 | 8.     | Helena Mojžíšová                                          | Veronika Ušiaková, Katarína Matiašovičová                           | Tereza Maxová                               |                   |                               |
| 2000 | 9.     | Linda Vojtová                                             | Alena Martanovičová                                                 | Linda Nývltová                              |                   |                               |
| 2001 | 10.    | Martina Hůlková                                           | 1.Natália Odrášková, Mária Artnerová 2. ? 3. Marika Časnochová      | Pavlína Bakarová                            |                   |                               |
| 2002 | 11.    | 1. Ester Geislerová 2. ? 3. Aneta Vignerová               | Eva Cvopová                                                         | Kristína Chrasteková                        |                   |                               |
| 2003 | 12.    | Lenka Šebestová                                           | Denisa Dvončová                                                     | Rachel Hunter                               |                   |                               |
| 2004 | 13.    | Silvie Filanová                                           | Michaela Hlaváčková                                                 | Simona Krainová                             | 9. září 2004      | Palác Koruna                  |
| 2005 | 14.    | Kristýna Skálová                                          | Alexandra Gachulincová Viera Hajžušová Zuzana Kopuncová             |                                             |                   |                               |
| 2006 | 15.    | Denisa Dvořáková                                          | Miroslava Michlíková                                                |                                             |                   |                               |
| 2007 | 16.    | 1. Hana Jiříčková 2. Barbora Dvořáková 3. Alice Návratová | 1. Barbara Ištvánová 2. Beatrica Závodníková 3. Petronela Pekníková | Simona Krainová                             | 11. prosince 2007 | Obecní dům                    |
| 2008 | 17.    | Anna Kalinová                                             | Anna Kapusňáková                                                    |                                             | 9. října 2008     |                               |
| 2009 | 18.    | Markéta Fridrichová Nikola Paurová                        | Zuzana Gredecká                                                     |                                             | 17. září 2009     |                               |
| 2010 | 19.    | Tereza Klimešová                                          | Karin Savková                                                       | Simona Krainová                             | 15. září 2010     | Hotel Ambassador              |
| 2011 | 20.    | Lenka Hanáková                                            | Leóna Hochelová                                                     | Simona Krainová                             | 14. září 2011     | Jízdárna Pražského hradu      |
| 2012 | 21.    | Adéla Martynková                                          | Silvia Jagošová                                                     | ČR: Taťána Kuchařová SR: Michaela Kociánová | 12. září 2012     | Španělský sál                 |
| 2013 | 22.    | Eva Klímková                                              | Barbora Koláriková                                                  | ČR: Taťána Kuchařová SR: Michaela Kociánová | 4. září 2013      | Španělský sál                 |
| 2014 | 23.    | Barbora Podzimková                                        | Barbora Beňová                                                      | ČR: Pavlína Němcová SR: Michaela Kociánová  | 2. září 2014      | Španělský sál                 |
| 2015 | 24.    | Aneta Měšťanová                                           | Lea Novosedliaková                                                  | ČR: Pavlína Němcová SR: Michaela Kociánová  | 2. září 2015      | Španělský sál                 |
| 2016 | 25.    | Jana Tvrdíková                                            | Alica Niedelská                                                     | ČR: Zuzana Stráská SR: Michaela Kociánová   | 31. srpna 2016    | Španělský sál                 |
| 2017 | 26.    | Leontýna Šiřinová                                         | Nataša Košťová                                                      | ČR: Zuzana Stráská SR: Michaela Kociánová   | 30. srpna 2017    | Španělský sál                 |
| 2018 | 27.    | Marie Sýkorová                                            | Jasmína Simová                                                      | ČR: Denisa Dvořáková SR: Michaela Kociánová | 30. srpna 2018    | Španělský sál                 |
| 2019 | 28.    | Klára Binderová                                           | Charlotta Kušnírová                                                 | ČR: Denisa Dvořáková SR: Michaela Kociánová | 27. srpna 2019    | Španělský sál                 |
| 2020 | 29.    | Victoria Carinne Lavers                                   | Zuzana Hodáková                                                     | ČR: Denisa Dvořáková SR: Michaela Kociánová | 6. listopadu 2020 | online                        |
| 2021 | 30.    | Amélie Konšelová                                          | Lenka Saturyová                                                     | ČR: Denisa Dvořáková SR: Michaela Kociánová | 30. srpna 2021    | Španělský sál                 |

### Finálová umístění českých a slovenských dívek

#### Vítězky

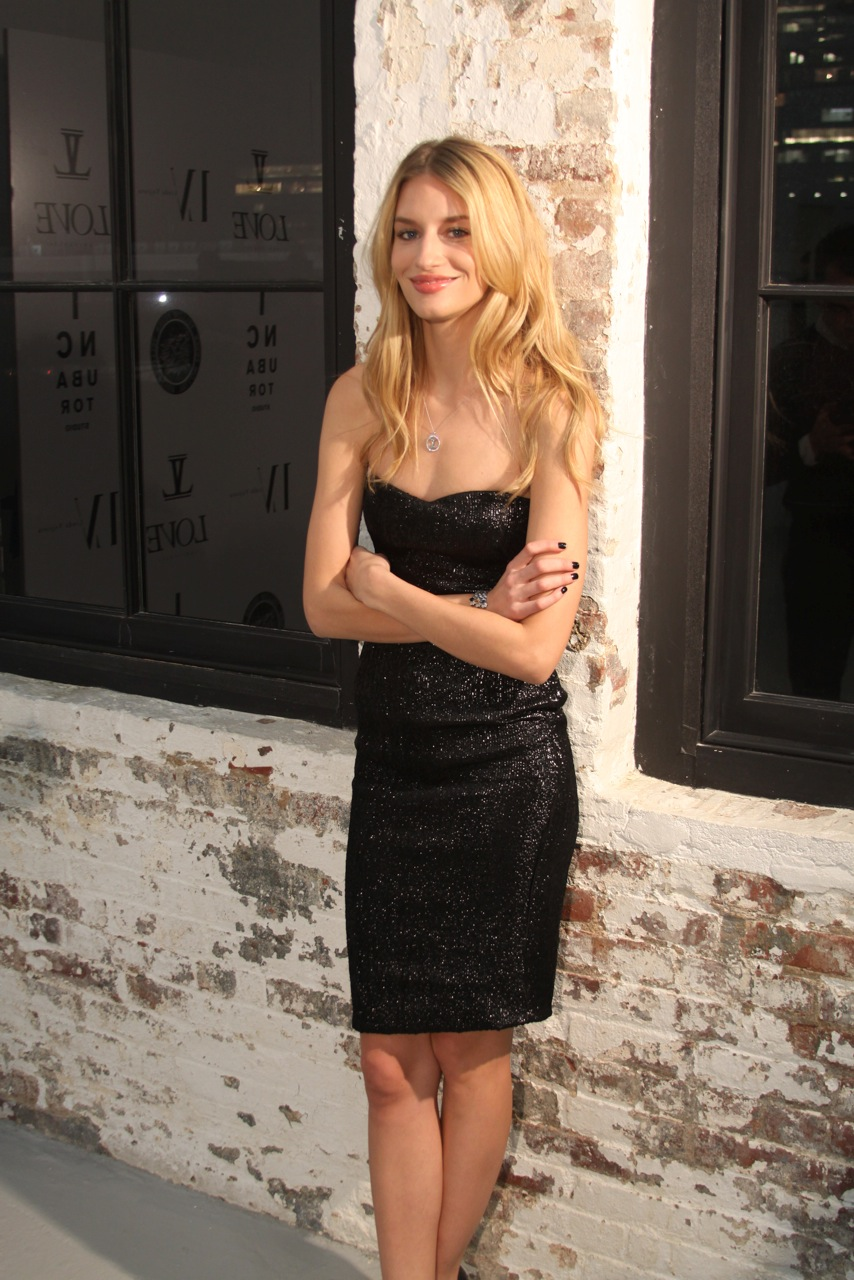
Elite Model Look 2000
Linda Vojtová

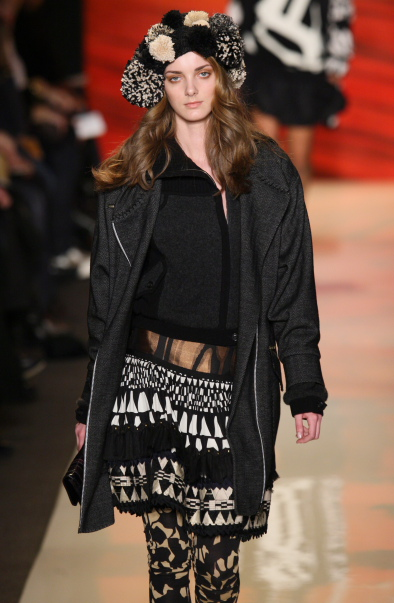
Elite Model Look 2006
Denisa Dvořáková

| Elite Model Look      | Elite Model Look | Elite Model Look   | Elite Model Look |
| Ročník                | Země             | Jméno a Příjmení   | Umístění         |
| --------------------- | ---------------- | ------------------ | ---------------- |
| Elite Model Look 2000 | Česko            | Linda Vojtová      | vítězka          |
| Elite Model Look 2003 | Slovensko        | Denisa Dvončová    | vítězka          |
| Elite Model Look 2006 | Česko            | Denisa Dvořáková   | vítězka          |
| Elite Model Look 2013 | Česko            | Eva Klímková       | vítězka          |
| Elite Model Look 2014 | Česko            | Barbora Podzimková | vítězka          |
| Elite Model Look 2016 | Česko            | Jana Tvrdíková     | vítězka          |
| Elite Model Look 2021 | Česko            | Amélie Konšelová   | vítězka          |

#### Finalistky
| Finalistky            | Finalistky | Finalistky                                | Finalistky     |
| Ročník                | Země       | Jméno a Příjmení                          | Umístění       |
| --------------------- | ---------- | ----------------------------------------- | -------------- |
| Elite Model Look 1991 | Slovensko  | Martina Hlavatá                           | TOP 10         |
| Elite Model Look 1993 | Slovensko  | Ivona Hlavatá                             | TOP 18         |
| Elite Model Look 1994 | Česko      | Martina Týčová                            | 3. místo       |
| Elite Model Look 1995 | Slovensko  | Stanislava Ďuranová                       | TOP 15         |
| Elite Model Look 1995 | Česko      | Monika Doubravová                         | TOP 15         |
| Elite Model Look 1997 | Slovensko  | Viera Schottertová                        | 2. místo       |
| Elite Model Look 1998 | Česko      | Alžběta Syrovátková                       | 3. místo       |
| Elite Model Look 1998 | Slovensko  | Linda Nývltová                            | 3. místo       |
| Elite Model Look 1999 | Slovensko  | Katarína Matiašovičová, Veronika Ušiaková | TOP 15         |
| Elite Model Look 2000 | Slovensko  | Alena Martanovičová                       | 2. místo       |
| Elite Model Look 2003 | Česko      | Lenka Šebestová                           | TOP 15         |
| Elite Model Look 2004 | Česko      | Silvie Filanová                           | TOP 20         |
| Elite Model Look 2004 | Slovensko  | Michaela Hlaváčková, Michaela Kocianová   | TOP 20         |
| Elite Model Look 2005 | Slovensko  | Alexandra Gachulincová                    | 2. místo       |
| Elite Model Look 2006 | Slovensko  | Miroslava Michlíková                      | TOP 15         |
| Elite Model Look 2007 | Česko      | Hana Jiříčková                            | 3. místo       |
| Elite Model Look 2007 | Slovensko  | Barbara Ištvánová                         | TOP 15         |
| Elite Model Look 2008 | Slovensko  | Anna Kapusňáková, Karolína Schwábová      | TOP 19, TOP 19 |
| Elite Model Look 2008 | Česko      | Anna Kalina                               | TOP 19         |
| Elite Model Look 2009 | Česko      | Markéta Fridrichová                       | TOP 15         |
| Elite Model Look 2010 | Slovensko  | Karin Savková                             | 3. místo       |
| Elite Model Look 2010 | Česko      | Tereza Klimešová                          | TOP 15         |
| Elite Model Look 2011 | Česko      | Lenka Hanáková                            | 2. místo       |
| Elite Model Look 2012 | Slovensko  | Silvia Jagošová                           | TOP 15         |
| Elite Model Look 2013 | Slovensko  | Barbora Koláriková                        | TOP 15         |
| Elite Model Look 2015 | Slovensko  | Lea Novosedliaková                        | 2. místo       |
| Elite Model Look 2017 | Slovensko  | Nataša Košťová                            | TOP 15         |
| Elite Model Look 2018 | Česko      | Marie Sýkorová                            | TOP 15         |
| Elite Model Look 2018 | Slovensko  | Jasmína Simová                            | TOP 15         |
| Elite Model Look 2020 | Česko      | Victoria Carinne Lavers                   | TOP 15         |
| Elite Model Look 2020 | Slovensko  | Zuzana Hodáková                           | TOP 15         |
| Elite Model Look 2021 | Slovensko  | Lenka Saturyová                           | 2. místo       |

## Přehled vítězů

### Světové finále
| rok  | ročník | Vítěz                | Země    | Datum konání     | Místo konání |
| ---- | ------ | -------------------- | ------- | ---------------- | ------------ |
| 2014 | 1.     | James Richard Parker | Itálie  | 2. prosince 2014 | Šen-čen      |
| 2015 | 2.     | Tristan Tymen        | Francie | listopad 2015    | Milán        |

### Národní finále
| rok  | ročník | Česko           | Slovensko       | Datum konání | Místo konání  |
| ---- | ------ | --------------- | --------------- | ------------ | ------------- |
| 2014 | 1.     | Josef Utěkal    | Eduard Michalko | 2. září 2014 | Španělský sál |
| 2015 | 2.     | Kristian Černík | Dominik Oravec  | 3. září 2015 | Španělský sál |

### Vítězství podle zemí
| Země    | Počet titulů | Roky vítězství |
| ------- | ------------ | -------------- |
| Itálie  | 1            | 2014           |
| Francie | 1            | 2015           |

### Umístění českých a slovenských mužů
| Finalisté             | Finalisté | Finalisté        | Finalisté |
| Ročník                | Země      | Jméno a příjmení | Umístění  |
| --------------------- | --------- | ---------------- | --------- |
| Elite Model Look 2014 | Česko     | Josef Utěkal     | 3. místo  |
| Elite Model Look 2015 | Česko     | Kristian Černík  | 2. místo  |
| Elite Model Look 2019 | Slovensko | Andrej Chamula   | 1. místo  |